# Циклітоли
Циклітоли (англ. cyclitols, рос. циклитолы) — гідроксильовані циклоалкани, що містять принаймні три гідроксигрупи, кожна з яких приєднана до різних кільцевих атомів C. 